# Dubiaranea albodorsata
Dubiaranea albodorsata là một loài nhện trong họ Linyphiidae. Loài này được phát hiện ở Colombia.